# Q10 (serie televisiva)
Q10 (キュート?, Kyuto) è un dorama stagionale autunnale in 9 puntate prodotto da NTV e andato in onda nel 2010.

## Trama
Heita è un comune adolescente che frequenta una scuola superiore privata, simpatico e gentile come tanti altri, senza ancora aver avuto mai una vera e propria storia sentimentale; nessuna ragazza è riuscita ad affascinarlo abbastanza per interessarsene. Il romanticismo per lui è una vuota parola senza alcun senso.
Un giorno nella sua classe si presenta una nuova studentessa, appena trasferitasi da un'altra città, di nome Q10 (la cui pronuncia è kyu-to come l'inglese cute, che significa "carina"): sembra essere in tutto e per tutto una ragazza, ma in realtà non si tratta altro che di un robot.
Dopo essersi incontrati, i due incominceranno a causare un bel po' di guai al corpo docente, ed alla fine Heita inizierà a sentirsi sempre più legato a lei, provando qualcosa che non aveva mai conosciuto prima: l'amore.

## Cast
- Heita Fukai, interpretato da Takeru Satō:

Studente di liceo nonché 'padrone' di Q10, colui che l'ha attivata e che gli dovrà via via spiegar le faccende del mondo. Finirà per affezionarsi a lei come fosse un essere umano. A seguito d'un'operazione al cuore non può correre né far sforzi eccessivi.
- Q10-Kyuuto, interpretata da Atsuko Maeda:
- Tamiko Yamamoto, interpretata da Misako Renbutsu:

Compagna di classe di Heita, si è tinta i capelli di rosso e a scuola indossa una parrucca. Suona con passione in un gruppo musicale rock; conoscerà Takehiko casualmente in ospedale.
- Hisashi Kageyama, interpretato da Kento Kaku:

Compagno e amico di Heita. Aspira a diventare regista e pertanto gira con una telecamera digitale con cui filma chiunque incontri. Innamorato di Emiko, dopo il festival culturale decide di trasferirsi all'estero per andar a studiar in Canada.
- Makoto Fujioka, interpretato da Tokio Emoto:

Un ragazzo povero che non riesce a pagare neanche la retta scolastica; all'inizio commette vandalismi con un coltellino in tutta la scuola. Ha un fratello monore di cui deve occuparsi da solo.
- Jun Nakao, interpretato da Yoshihiko Hosoda:

Un otaku timido e spaurito; quando viene a sapere che Kyuuto (la quale assomiglia ad uno dei suoi personaggi manga preferiti) è un robot cerca a tutti i costi di farselo regalare da Heita.
- Tsukiko Fujino, interpretata da Mayuko Fukuda:

Una ragazza enigmatica che fa spesso e volentieri assenze ingiustificate. Sembra esser a conoscenza del segreto di Q10; si porta sempre appresso un cubo di Rubik.
- Takehiko Kubo, interpretato da Sōsuke Ikematsu:

Miglior amico d'infanzia di Heita,con cui ha passato insieme molto tempo in ospedale, anche lui difatti ha la stessa malattia al cuore che lo costringe presto ad esser ricoverato per subire un'operazione. Ha una personalità tranquilla e brillante ed instaurerà un buon rapporto con Tamiko.
- Tatsune Ogawa, interpretato da Yūji Tanaka:

39 anni. Insegnante della classe di Heita, uno dei pochi a conoscere il segreto di Q10; è scapolo e vive con l'anziana madre. Ossessionato dai pali del telefono, nei cui confronti prova un'originale passione.
- Shige Ogawa, interpretata da Kayoko Shiraisi:

Madre di Ogawa-sensei
- Michiro Fujimoto, interpretato da Takehiko Ono:

65 anni. Il preside della scuola, ha un cagnolino bianco chiamato Shiro-chan a cui è affezionatissimo. È lui ad aver raccolto dalla spazzatura Q10 una notte che tornava a casa ubriaco.
- Kuriko Yanagi, interpretata da Hiroko Yakushimaru:

Insegnante di scienze della scuola. Laureata in ingegneria provvederà a riparar Q10 quando questa ne ha bisogno; instaura un rapporto amichevole e di simpatia con Heita e gli altri studenti.
- Emiko Kawai, interpretata da Mitsuki Takahata:

Capoclasse, ha un forte senso d'inferiorità convinta com'è dal fratello maggiore di essere brutta e che pertanto tutti si posson facilmente prender gioco di lei. È fan accanita di un gruppo di idol.
- Shōta Matsushima - Kōji Izaka
- Takehiko Fukai, interpretato da Ken Mitsuishi:

53 anni. Padre di Heita, si sente intimamente responsabile per i problemi di salute del figlio. Inizierà a fare un secondo lavoro, per aumentar le entrate economiche della famiglia, in un locale per adulti chiamato "L'amore animale" come barman.
- Honami Fukai, interpretata da Naomi Nishida:

48 anni. Madre di Heita, casalinga a tempo pieno; una personalità benevola ma con qualche problema di socializzazione.
- Chiaki Fukai, interpretata da Rinako Matsuoka:

24 anni. Sorella di Heita
- Uehara Takuya (ep. 3)

### Star ospiti
- Shion Tsuchiya - Akira Otomo
- Yukino Kishii - Atsuka Okaszaki
- Misaki Yonemura
- Natsumi Ishibashi
- Shunya Shiraishi
- Suguru Matsuzawa
- Nozomi Maeda
- Hayato Fujioka, interpretato da Kanato Tanihata.

Fratellino di Makoto, sarà aiutato da Kyuuto a vender gli oggettini che ha messo in mostra per strada.
- Issei Kazaku - Heita da bambino
- Yuki
- Hayato Matsunaga
- Hijiri Sakurai

## Episodi
| Nº | Giapponese 「Kanji」 - Rōmaji | In onda          | In onda |
| Nº | Giapponese 「Kanji」 - Rōmaji | Giapponese       |         |
| 1  | 「- この地球上に自分より大切に思える人なんているんだろうか?」 - Kono chikyū-jō ni jibun yori taisetsu ni omoeru hito nante iru ndarō ka? | 16 ottobre 2010  |         |
| 2  | 「- ここは生きてゆける場所ですか? 人魚姫とオタクの恋」 - Koko wa ikite yukeru bashodesu ka? Ningyo hime to otaku no koi                  | 23 ottobre 2010  |         |
| 3  | 「- 私はブスじゃない! 文化祭でおきた奇跡とQ10の正体」 - Watashi wa busujanai! Bunkamatsuri de okita kiseki to Q 10 no shōtai             | 30 ottobre 2010  |         |
| 4  | 「- どうでもいい、なんて言うな!! 涙のQ10に愛の告白!?」 - Dō demo ī, nante iu na!! Namida no Q 10 ni ai no kokuhaku!?                     | 6 novembre 2010  |         |
| 5  | 「- 正体がバレた!! ずっと一緒にいたいのに…別れの時」 - Shōtai ga bareta!! Zuttoisshoni itai no ni… wakare no toki                        | 13 novembre 2010 |         |
| 6  | 「- 退学!! 去り行く友に何ができる? サヨナラの歌とキス」 - Taigaku!! Sariyuku tomo ni nanigadekiru? Sayonara no uta to kisu               | 20 novembre 2010 |         |
| 7  | 「- 任務終了…キュート回収! 逃げろふたりきりの2日間」 - Ninmu shūryō… kyūto kaishū! Nigero futari kiri no 2-kakan                         | 27 novembre 2010 |         |
| 8  | 「- キュートがやって来た理由…70年後の世界で起きる事」 - Kyūto ga yattekita riyū… 70-nen-go no sekai de okiru koto                        | 4 dicembre 2010  |         |
| 9  | 「- 愛も勇気も平和も地球上にあると思えばきっとある」 - Ai mo yūki mo heiwa mo chikyū-jō ni aru to omoeba kitto aru                       | 11 dicembre 2010 |         |